# DJ Paul
Cet article concerne l'artiste américain. Pour l'artiste gabber néerlandais, voir Paul Elstak.
Pour les articles homonymes, voir Beauregard.
DJ Paul, de son vrai nom Paul Duane Beauregard (né le 12 janvier 1975 à Memphis, dans le Tennessee), est un rappeur, producteur, disc jockey, et entrepreneur américain. Il est membre fondateur du groupe Three 6 Mafia et le demi-frère du rappeur Lord Infamous.
DJ Paul se lance dans la musique à la fin des années 1980 comme DJ et publie un nombre de tapes, ainsi que trois albums communs avec Lord Infamous sous le nom de The Serial Killaz. Après sa rencontre avec Juicy J, les trois fondent Three 6 Mafia, et atteignent le succès dans les années 1990 et 2000. Leur album, When the Smoke Clears: Sixty 6, Sixty 1, publié en 2000, débute sixième du classement Billboard 200 et est certifié disque de platine. Il est suivi par Da Unbreakables en 2003 et de Most Known Unknown en 2005. En 2006, DJ Paul, Juicy J, et Crunchy Black remportent un Oscar du cinéma de la « meilleure chanson » pour It's Hard out Here for a Pimp extraite du film Hustle and Flow.
Hormis la musique, DJ Paul s'implique dans la production cinématographique. Il fonde aussi le label Scale-A-Ton Entertainment.

## Biographie

### Jeunesse (1975–1987)
Paul Beauregard grandit dans le quartier de Whitehaven (en), à Memphis. Son père est entrepreneur dans les domaines de la lutte contre les ravageurs et de l'immobilier. Malgré un cadre familial stable, il entre dans la délinquance durant sa jeunesse, et développe un intérêt pour le heavy metal, les slashers et les tueurs en série.

### Débuts (1988–1992)

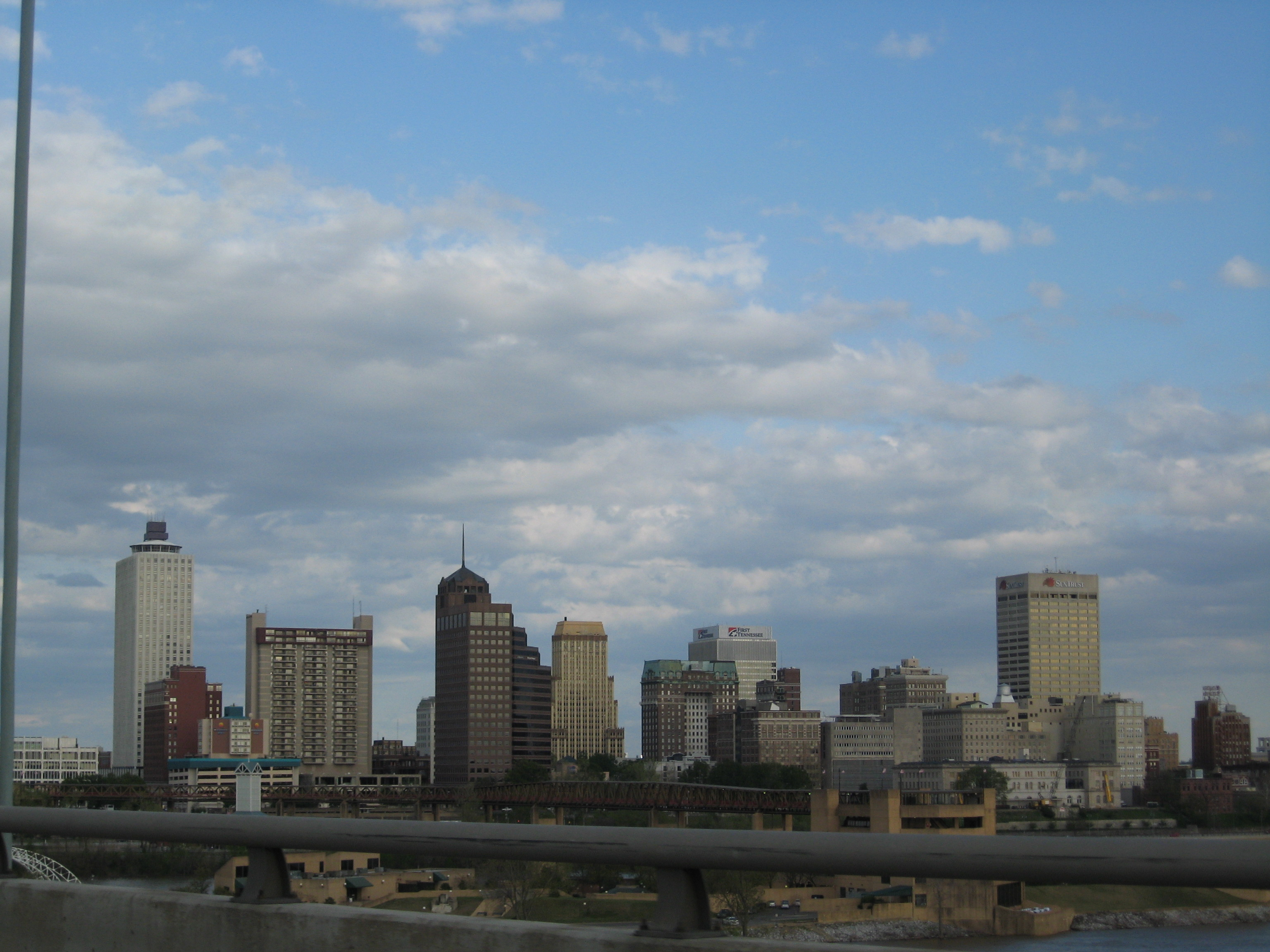
DJ Paul lance sa carrière à Memphis, dans le Tennessee.

En 1988, Paul Beauregard se lance comme disc jockey dans le club 380 Beale de Memphis sous le nom DJ Paul. Il cherche initialement à faire du DJing plutôt que du rap. En 1989, il forme le duo The Serial Killaz, avec son demi-frère Lord Infamous. Paul devient producteur de beats, sur lesquels Infamous rappe. Par manque d'équipement, le duo loue un studio local de DJ Just Born avec l'argent que leur donnait leur père. Paul effectue des scratches sur le gramophone de sa mère lorsqu'elle s'absentait. Ils publiaient seuls des tapes dans leur quartier, leur école, et chez les disquaires locaux. Leur première tape, Portrait of a Serial Killa, est publié en 1992. L'année suivante, le duo publie une autre tape intitulée Come with Me 2 Hell.
DJ Paul publie aussi un nombre de tapes solo intitulées Underground Volume 1 à Volume 16. Il se popularise dans le sud de Memphis, et rencontre le producteur Juicy J. Ensemble avec Lord Infamous, ils forment le groupe The Backyard Posse. DJ Paul et Juicy J commencent ensuite à produire des chansons « sombres ». Ils changent leur nom en Triple Six Mafia, d'après une phrase de Lord Infamous.

### Three 6 Mafia et premier album solo (1993–2005)
En 1994, Triple Six Mafia sont rejoints par Koopsta Knicca et publient l'album underground Smoked Out Loced Out. Plus tard, le groupe ajoute deux membres, Gangsta Boo et Crunchy Black, et change encore de nom pour Three 6 Mafia. En 1995, ils auto-publient leur premier album studio, Mystic Stylez. Après le succès de l'album, la Three 6 Mafia signe un contrat avec la major Relativity Records. Ils lancent ensuite leur propre label Hypnotize Minds et signent plusieurs artistes locaux comme Project Pat, La Chat, Frayser Boy et Lil Wyte. Le groupe atteint le succès commercial en 2000 avec l'album, When the Smoke Clears: Sixty 6, Sixty 1, qui débute sixième du Billboard 200 et est certifié disque de platine par la RIAA.
En 2002, DJ Paul publie son premier album solo, Underground Volume 16: For Da Summa. La plupart des chansons, incluses dans son ancienne mixtape Underground Volume 16: 4 Da Summa of '94, publiée en 1994, ont un nouveau mastering. L'album atteint la 127e place du Billboard 200. En parallèle, Three 6 Mafia publie aussi d'autres albums à succès comme Da Unbreakables en 2003 et Most Known Unknown en 2005, qui atteignent le top cinq du Billboard 200.

### Scale-A-TonetA Person of Interest(2006–2012)
En 2006, DJ Paul, Juicy J et Crunchy Black remportent un Oscar du cinéma de la meilleure chanson pour It's Hard out Here for a Pimp extraite du film Hustle & Flow. La chanson, coécrite avec Frayser Boy, membre de HCP, atteint la 80e place de la liste des « 100 meilleures chansons hip-hop » établie par VH1.
Après la publication de l'album de la Three 6 Mafia, Last 2 Walk en 2008, le groupe entre en conflit avec leur label Sony concernant leur style musical, ce qui mène DJ Paul et Juicy J à se séparer du label, et de faire carrières à part.
En 2009, Paul publie The Weigh In – sa première mixtape depuis la série des Volume au début des années 1990. Quelques mois plus tard suit son deuxième album, Scale-A-Ton, publié sur son nouveau label Scale-A-Ton Entertainment. L'album est bien accueilli par la presse spécialisée, notamment par AllMusic. En 2010, Paul publie sa seconde mixtape Too Kill Again, hosted par DJ Scream et DJ Whoo Kid. La mixtape fait participer des artistes fraichement arrivés comme Lion Heart, Thug Therapy, Partee et Miscellaneous. DJ Paul explique que la tape est un avant-goût de son album à venir, aussi intitulé Too Kill Again, qui ne sera cependant jamais publié. À la place, en 2011, Paul enregistre une nouvelle mixtape commune avec Ya Boy et le producteur Lil Lody, intitulée Pray for Forgiveness. Quelques mois après, Paul publie des chansons bonus sur iTunes.
En 2012, Paul annonce l'arrivée d'un EP de dub-hop intitulé A Person of Interest. Plus tard, il l'annonce comme album pour le 2 octobre. A Person of Interest contient des chansons comme What I Look Like (W.I.L.L.), Wit tha Shit, Trap Back Jumpin, E&J et un remix de I'm Dat Raw avec Snow Tha Product. Paul considère A Person of Interest comme son album solo préféré.

### De S.I.M. àMaster of Evil(depuis 2013)
Au début de 2013, DJ Paul se consacre au DJing, et fonde un duo de DJs appelé S.I.M. (Sex is Mandatory). Le groupe effectue un nombre de live sets, et de remixes de chansons comme Higher de Just Blaze et Baauer.
À la fin de 2013, Paul et Lord Infamous souhaitent lancer une suite à l'album Come with Me 2 Hell (1993), et ainsi réunir la Three 6 Mafia. Infamous ramène Crunchy Black, Koopsta Knicca et Gangsta Boo, et les cinq se réunissent sous le nom de Da Mafia 6ix avec l'intention de publier un album en 2014,. Le 12 novembre 2013, Da Mafia 6ix publie leur première mixtape 6ix Commandments qui fait participer DJ Paul, Yelawolf, 8 Ball and MJG, Krayzie Bone, Bizzy Bone, SpaceGhostPurrp ainsi que Lil Wyte, Skinny Pimp et La Chat du Hypnotize Camp Posse.
DJ Paul collabore sur la mixtape Clash of da Titans avec le producteur Drumma Boy, publiée le 23 octobre 2013 et sur un EP intitulé Black Fall, avec le rappeur Yelawolf, publié pour Halloween le 31 octobre 2013. Le 26 novembre 2013, DJ Paul publie Volume 16: The Original Masters, un remaster de sa mixtape 4 Da Summer of '94 publiée en 1994. Il annonce l'EP PSYR17 au Gathering of the Juggalos sur Psychopathic Records en 2015. Il confirme la sortie au podcast australien The Underground Podcast.

## Discographie
- 2002 : Underground Volume 16: For Da Summa
- 2009 : Scale-A-Ton
- 2012 : A Person of Interest
- 2013 : Volume 16: The Original Masters
- 2015 : Master of Evil